# Vale do Itajaí
Vale do Itajaí is een van de zes mesoregio's van de Braziliaanse deelstaat Santa Catarina. Zij grenst aan de mesoregio's Norte Catarinense, Serrana en Grande Florianópolis. De mesoregio heeft een oppervlakte van ca. 13.003 km². In 2006 werd het inwoneraantal geschat op 1.352.319.
Vier microregio's behoren tot deze mesoregio:
- Blumenau
- Itajaí
- Ituporanga
- Rio do Sul

Mesoregio's: Grande Florianópolis · Norte Catarinense · Oeste Catarinense · Serrana · Sul Catarinense · Vale do Itajaí

Microregio's: Araranguá · Blumenau · Campos de Lages · Canoinhas · Chapecó · Concórdia · Criciúma · Curitibanos · Florianópolis · Itajaí · Ituporanga · Joaçaba · Joinville · Rio do Sul · São Bento do Sul · São Miguel do Oeste · Tabuleiro · Tijucas · Tubarão · Xanxerê